# Mattia Battistini
Mattia Battistini (Roma, 27 febbraio 1856 – Contigliano, 8 novembre 1928) è stato un baritono italiano.

## Biografia
Nacque a Roma il 27 febbraio 1856, da Luigi, medico, e da Elena Tomassi; passò la propria infanzia nella villa di famiglia ai piedi del paese di Collebaccaro, allora costituente comune ed oggi frazione di Contigliano.
Iniziò gli studi di canto in giovanissima età sotto la guida di Venceslao Persichini (maestro anche di Titta Ruffo e Giuseppe de Luca); iscrittosi alla facoltà di medicina, abbandonò gli studi e si dedicò interamente al canto, giungendo al debutto come Alfonso XI ne La favorita di Gaetano Donizetti al Teatro Argentina di Roma già l'11 dicembre 1878. 
Nel maggio 1879 canta nella prima assoluta di L'assedio di Cesarea di Giuseppe Persiani al Teatro Marrucino di Chieti e nel dicembre 1880 Simar nella prima assoluta di La regina del Nepal di Giovanni Bottesini diretto da Carlo Pedrotti con Francesco Navarrini al Teatro Regio di Torino dove nel marzo 1881 è Enrico Ashton in Lucia di Lammermoor diretto da Pedrotti con Navarrini.
Prese così avvio una luminosa carriera che lo portò a cantare nei principali teatri italiani come primo baritono in numerose opere di repertorio, tra cui La forza del destino, Rigoletto, Il trovatore, Gli ugonotti, I puritani, Lucia di Lammermoor.
Nel 1881 si aprirono per Battistini le porte dei teatri internazionali: dapprima in Sud America (Buenos Aires e Rio de Janeiro), nel biennio '82/'83 in Spagna (Madrid e Barcellona), dal 1883 a Londra dove raccolse grandi consensi in La traviata e Il trovatore, e poi Vienna, Parigi e Budapest. 
Nel 1884 a Torino diretto da Franco Faccio è Alfonso XI ne La favorita con Giuseppina Pasqua e Sir Riccardo ne I puritani.
Nel 1885 al Teatro Costanzi di Roma diretto da Edoardo Mascheroni è Don Carlos in Ernani, Enrico di Chevreuse in Maria di Rohan, Renato in Un ballo in maschera e Rigoletto.
Il 7 luglio dello stesso anno fu affiliato Maestro massone nella Loggia Universo di Roma, appartenente al Grande Oriente d'Italia.
Nel 1888 fu ancora a Buenos Aires per una serie di impegni, ma per una specie di fobia dei viaggi in mare non si recò mai più oltreoceano.
Nel 1892 a Roma è Simon Boccanegra diretto da Mascheroni con Hariclea Darclée e Giovanni Battista De Negri e Gianni Rantzau nella prima assoluta di I Rantzau di Mascagni diretto da Rodolfo Ferrari con Fernando De Lucia e la Darclée al Teatro La Pergola di Firenze e diretto dal compositore a Roma.
A partire dal 1892 fu ospite ed incontrastato mattatore della produzione operistica russa per ben 23 stagioni consecutive (fino al 1916); divenne, infatti, il cantante favorito dello zar e dell'aristocrazia russa, condizione che gli valse il mitico titolo di "Re dei baritoni e baritono dei re". Nel 1902 andò in scena a San Pietroburgo nel Werther di Jules Massenet nel ruolo del protagonista, originariamente scritto per tenore, adattato appositamente per lui al registro di baritono dal compositore francese, tale era il prestigio del cantante italiano.
Nel 1893 al Teatro San Carlo di Napoli canta in Crispino e la comare (opera) con la Darclée e De Lucia.
Nel 1906 al Royal Opera House, Covent Garden di Londra è il protagonista in Eugenio Onegin (opera) diretto da Cleofonte Campanini con Emmy Destinn e Marcel Journet e nel 1907 a Roma diretto da Ferrari è Valentino in Faust, Werther con Gemma Bellincioni ed Atanaele in Thaïs (opera) con Carmen Melis cantato anche a Napoli nel 1908.
Nel 1910 al Teatro Regio di Parma è Enrico di Chevreuse in Maria di Rohan diretto da Vittorio Gui.
Durò in carriera fino a 70 anni (1927) grazie ad una tecnica considerata prodigiosa e ad una invidiabile intelligenza artistica. 
Erede indiscusso della vocalità "dolce" di Antonio Tamburini, Battistini era uso smorzare gli impeti vocali derivati da Ronconi ed evidentissimi in Titta Ruffo in una soave eleganza fatta di sussurrate proporzioni. Valgono ancor oggi, a testimonianza di quel gusto, i dischi di arie d'opera e romanze da salotto in cui il timbro chiaro e luminoso (alle nostre orecchie quasi tenorile) di Battistini viene supportato da fiati ampi e vezzi chiaroscurali tipici di un canto elegante e manierato ormai scomparso.
Morì il 7 novembre del 1928 di insufficienza cardiaca nella sua villa a Collebaccaro, dove si era ritirato a vita privata; a Villa Battistini si è oggi stabilita una sede distaccata del Conservatorio di Santa Cecilia di Roma.

## Repertorio
| Ruolo               | Titolo                  | Autore      |
| ------------------- | ----------------------- | ----------- |
| Sir Riccardo        | I puritani              | Bellini     |
| Simar               | La regina del Nepal     | Bottesini   |
| Eugenio Onegin      | Eugenio Onegin          | Čajkovskij  |
| Conte Tomskij       | La dama di picche       | Čajkovskij  |
| Enrico Ashton       | Lucia di Lammermoor     | Donizetti   |
| Enrico di Chavreuse | Maria di Rohan          | Donizetti   |
| Alfonso XI          | La favorita             | Donizetti   |
| Dottor Malatesta    | Don Pasquale            | Donizetti   |
| Ruslan              | Ruslan e Ljudmila       | Glinka      |
| Teodato             | I Goti                  | Gobatti     |
| Cambro              | Fosca                   | Gomes       |
| Gonzales            | Il Guarany              | Gomes       |
| Ibère               | Lo schiavo              | Gomes       |
| Valentino           | Faust                   | Gounod      |
| Gianni Rantzau      | I Rantzau               | Mascagni    |
| Werther             | Werther                 | Massenet    |
| Atanaele            | Thaïs                   | Massenet    |
| Conte di Nevers     | Gli ugonotti            | Meyerbeer   |
| Hoël                | Dinorah                 | Meyerbeer   |
| Nélusko             | L'Africana              | Meyerbeer   |
| Figaro              | Le nozze di Figaro      | Mozart      |
| Don Giovanni        | Don Giovanni            | Mozart      |
|                     | L'assedio di Cesarea    | Persiani    |
| Barone Scarpia      | Tosca                   | Puccini     |
| Fabrizio            | Crispino e la comare    | Ricci       |
| Figaro              | Il barbiere di Siviglia | Rossini     |
| Demone              | Il demone               | Rubinštejn  |
| Enrico VIII         | Enrico VIII             | Saint-Saëns |
| Amleto              | Amleto                  | Thomas      |
| Don Carlo           | Ernani                  | Verdi       |
| Rigoletto           | Rigoletto               | Verdi       |
| Conte di Luna       | Il trovatore            | Verdi       |
| Giorgio Gérmont     | La traviata             | Verdi       |
| Simon Boccanegra    | Simon Boccanegra        | Verdi       |
| Renato              | Un ballo in maschera    | Verdi       |
| Don Carlo di Vargas | La forza del destino    | Verdi       |
| Don Rodrigo di Posa | Don Carlo               | Verdi       |
| Amonasro            | Aida                    | Verdi       |
|                     | Baldassarre             | Villate     |